# Ramón Arellano Félix
Ramón Arellano Félix (* 31. August 1964  in Culiacán; † 10. Februar 2002 in Mazatlán) war ein mexikanischer Drogenhändler und eine Führungsperson des Tijuana-Kartells, welches auch als Arellano-Félix-Organisation bekannt ist. 

## Kriminelle Karriere
Die Arellano-Brüder bauten in Mexiko eine Organisation auf, die hunderte Tonnen Kokain aus Kolumbien in die USA schmuggelte und viele hundert Menschen ermordete. Anfang der 1980er Jahre etablierte sich der älteste Bruder, Benjamin, in Tijuana, wo er und Ramón begannen, das millionenschwere Geschäft zu planen, das sich schließlich in die Vereinigten Staaten, Europa, Asien und Südamerika ausdehnen sollte. Auf dem Höhepunkt ihres Netzwerks während der 90er Jahre, waren sie verantwortlich für die Lieferung zwischen 40 und 70 Prozent des in den Vereinigten Staaten gehandelten Kokains. Den Brüdern wird eine Vielzahl von Verbrechen angelastet, darunter die Ermordung des Erzbischofs von Guadalajara namens Kardinal Juan im Mai 1993, sowie das Attentat auf den Journalisten Jesús Blancornelas Ende 1997.
Ramón, der als der gewalttätigste Bruder gilt, koordinierte Berichten zufolge die Sicherheit der Organisation und rekrutierte häufig Personal aus gewalttätigen Straßenbanden. Die Sicherheitskräfte der Organisation, die von mexikanischen Strafverfolgungsbehörden als paramilitärisch bezeichnet wurden, waren gut ausgebildet und gut bewaffnet. Eine der Aufgaben von Ramón war es, die Morde an rivalisierenden Drogenhändlern, unkooperativen Strafverfolgungsbeamten und allen Kartell-Mitgliedern, die bei der Kartellführung in Ungnade fielen, zu planen.
Ramón stand seit dem September 1997 auf der Liste der weltweit zehn meistgesuchten Kriminellen des FBI. In Abwesenheit wurde er von einer Grand Jury in San Diego wegen Geldwäsche und Drogenhandel angeklagt. Ebenfalls öffneten die US-Behörden am 11. Mai 2000 eine Anklage von zehn Punkten gegen ihn und seinen Bruder, in der sie beschuldigt wurden, eine Drogenschmuggelorganisation zu betreiben und rivalisierende Drogenhändler, Informanten und Polizeibeamte zu entführen und zu ermorden. Das US-Außenministerium hat eine Belohnung von 2 Millionen US-Dollar für Informationen angeboten, die zur Gefangennahme von Ramón Arellano-Felix führen.
Am 2. Juni 2000 wurden beide Brüder durch das Finanzministerium der Vereinigten Staaten im Rahmen des Foreign Narcotics Kingpin Designation Acts (Gesetz zur Kennzeichnung ausländischer Drogenhändler) in den USA, als eine in den Drogenschmuggel involvierte Person gelistet. Dies verbietet den Bürgern und Firmen der USA jegliche Art von Geschäftsaktivitäten mit ihnen und ließ praktisch alle ihre Vermögenswerte in den USA einfrieren.

## Tod
Am 10. Februar 2002 wurde Ramón bei einer Schießerei in Mazatlán getötet, wo er in einer Verkehrskontrolle von einem mexikanischen Polizisten angehalten wurde, der zu jener Zeit nicht wusste, wer Arellano Félix wirklich war. Arellano Félix zog seine Waffe und schoss auf den Polizisten, der das Feuer erwidern konnte und ihn dabei tötete, bevor er selbst starb. Es wurde spekuliert, dass Arellano Félix in Mazatlán war, um seinen erbitterten Rivalen Ismael Zambada García vom Sinaloa-Kartell zu töten.
Ein Beamter der Regierung von Präsident George W. Bush, der um Anonymität bat, gab an, dass der Tod von Arellano Félix das Ergebnis einer Falle von Zambada García gewesen sei. Der Beamte sagte, dass Mitarbeiter von Zambada García und Staatspolizisten aus Sinaloa die Kontrolle inszenierten um Ramón zum Anhalten zu bewegen und ihn anschließend mit vier Kugeln hinzurichten. Ein Sprecher der Staatspolizei von Sinaloa wies die Version der US-Regierung jedoch zurück und sagte, Ramón sei infolge einer gewöhnlichen Kontrolle in Verbindung mit der Schießerei ums Leben gekommen.
Die Behörden waren sich bis zur Verhaftung von Benjamín Arellano Félix im März 2002 unsicher, ob es sich tatsächlich um Ramón gehandelt hatte, weil bei dem Toten andere Ausweise gefunden worden waren und die Leiche von angeblichen Angehörigen abgeholt und sofort eingeäschert worden war. Benjamín bestätigte nach seiner Verhaftung den Tod von Ramón. Der Bruder Francisco Javier übernahm fortan die Führung der Organisation.

## Film und Fernsehen
- 2017: Darstellung in der Filmfigur Ramón Avendaño durch Rolf Petersen, in der Serie El Chapo.
- 2018: Darstellung in der Serie Narcos: Mexico, durch Manuel Masalva.